# 柏子塔
31°15′32″N 115°06′24″E / 31.25889°N 115.10667°E
柏子塔位于中华人民共和国湖北省麻城市阎家河镇柏子塔村九龙山上，是湖北现存最古老的楼阁式砖塔，是全国重点文物保护单位。
柏子塔建于唐建中四年（783年），有虚应禅师所建。因塔顶曾生柏树，故而得名。塔为六角楼阁式砖塔，原为九层，抗日战争时被炸毁两层，现存七层，残高34.72米。

## 文物保护情况
1956年11月15日，以“柏子塔”的名义被湖北省人民委员会列为第一批湖北省文物保护单位；2006年5月25日，以“柏子塔”的名义被中华人民共和国国务院列为第六批全国重点文物保护单位。
其作为文物的保护范围为：柏子塔及周围一定范围。四至：以塔为中心，四周向外延伸600米。
其作为文物的建设控制地带为：以保护范围四至为界，四周向外延伸400米。